# 吉成站
吉成站（日语：／ Yoshinari eki */?）是一位於日本德島縣應神町吉成字轟，隸屬於四國旅客鐵道（JR四國）的鐵路車站。車站編號為T02。本站只停靠普通列車。較特別的是本站範圍除了鐵道外，便沒有其他的公共交通運輸服務。

## 車站構造
為單層木建築，位於側式月台末端向勝瑞站方向。站房內設有自動售票機及候車大堂。無人化後曾經為簡易委託站，不過加裝了自動售票機後便取消了委託服務，站務室的窗口亦已經被封閉，現時變為儲物室。站外設有單車停泊處。
設有側式月台及島式月台各1個，其中島式月台最遠離站舍的一邊為保線用側線，不對外開放，月台邊亦圍上欄杆，因此現時只提供2面2線的配置。站舍旁為1號月台，是避線軌道，有效長度為3輛。島式月台為2號月台，是主軌道，供特急列車通過之用，在中央近天橋口設有簡易候車亭，有效長度亦是3輛。月台間以行人天橋接駁。

### 月台配置
| 月台 | 路線    | 方向 | 目的地                          | 備註                   |
| ---- | ------- | ---- | ------------------------------- | ---------------------- |
| 1    | ■高德線 | 上行 | 板野、高松、■鳴門線直通鳴門方向 | 下行避車時的停靠月台。 |
| 2    | ■高德線 | 下行 | 德島、阿南、牟岐方向            | 特急列車通過軌道       |

## 歷史
- 1916年7月1日：阿波鐵道古川站至撫養站開線而開業。
- 1933年7月1日：阿波鐵道國有化，獲昇格為停車場，成為日本國有鐵道下的車站[5]。
- 1935年3月20日：本站至佐古站開通，同時取消來往古川站之間的路段。
- 1987年4月1日：日本國鐵分割民營化，車站的營運由JR四國繼承。

## 相鄰車站
四國旅客鐵道（JR四國）
■高德線（包括直通■鳴門線）
勝瑞（T03）－吉成（T02）－佐古（T01/B01）